# Vanneaugobius dollfusi
Vanneaugobius dollfusi é uma espécie de peixe da família Gobiidae e da ordem Perciformes.

## Habitat
É um peixe marítimo, de clima subtropical e demersal que vive entre 110–115 m de profundidade.

## Distribuição geográfica
É encontrado em Marrocos.

## Observações
É inofensivo para os humanos.